# The Island Def Jam Music Group
La The Island Def Jam Music Group, spesso chiamata semplicemente Island Def Jam, è stata un gruppo di etichette discografiche fondato nel 1999 dalla Universal Music Group. Sue sussidiarie erano la Island Records, la Def Jam Recordings, e di conseguenza tutte le loro sottoetichette, tra le quali la Mercury Records. Dal 2011 ha fatto parte del gruppo anche la Motown Records. Nell'aprile 2014, dopo le dimissioni del CEO Barry Weiss, la società è stata ufficialmente chiusa, lasciando dipendenti direttamente dalla Universal Music Group l'Island, la Def Jam e la Motown.